# リチャード・ライアン
リチャード・ウィリアム・ライアン（英語: Richard William Lyons、1979年8月8日 - ）は、北アイルランドのレーシングドライバー。2004年のフォーミュラ・ニッポンおよび全日本GT選手権・GT500チャンピオン。

## プロフィール
- 身長：183cm
- 体重：76kg
- 血液型：RH+A

## 経歴
実家は小麦や大麦を生産している農家だが、父親が趣味でレーシングカートに乗っていたため、幼少の頃からカートに親しむ環境で育った。
9歳でカートレースにデビュー。1996年にフォーミュラ・フォードで4輪レースに初参戦し、その年にはフォーミュラ・ボグゾールjr（ウィンターシリーズ）のシリーズチャンピオンを獲得。1998年にもフォーミュラ・ボグゾールjrに参戦しシリーズ2位。また、元F1ドライバーのジョナサン・パーマーが主宰するフォーミュラ・パーマー・アウディに参戦し、1999年にシリーズ2位となるなど、ヨーロッパのジュニア・フォーミュラで多くの好結果を残す。2000年はスポーツレーシングワールドカップ、フォーミュラ・ルノーにスポット参戦する。
ヨーロッパで結果を残したライアンだが、レース界でのコネが少なかったため上位カテゴリーにステップアップするチャンスに恵まれなかった。マネージメント面でデビット・ケネディの助言を受け、日本レース界での参戦歴に好印象を持っていたケネディの勧めもあり国際F3000選手権へ参戦希望の方針を転換し、シートを日本に求めて2001年に初訪日。全日本選手権フォーミュラ・ニッポンの参戦シート獲得を目指し交渉の結果、ケネディの紹介で外国籍ドライバーの成功例が多いノバエンジニアリングのシート獲得に成功。しかし同年のFNではレイナード製シャシーでなければ上位を走る戦闘力がなく、唯一Gフォース製シャシーでの参戦チームだったノバは苦戦し、ライアンのFN初年度の最高成績は二度の8位にとどまり、ノーポイントで終えた。
2002年開幕時にはレギュラーシートを確保できなかったが、第3戦美祢を前にした事前テストでレギュラードライバーだったジョナサン・コシェがチームを去り、新しいレギュラードライバーを探していたDANDELION RACINGがライアンに声をかけ、初めてレイナードをドライブするチャンスとなった。ここでチームから能力を認められ、これ以後の正シートを獲得。2003年第5戦鈴鹿にてフォーミュラ・ニッポン初優勝を挙げ、2004年は第2戦菅生及び第4戦鈴鹿で優勝、2位アンドレ・ロッテラーと同ポイントで並んだが、有効完走着順で勝ったライアンが年間チャンピオンを獲得。2005年までチームのエースとして活躍を続けた。
フォーミュラだけでなく、2002年からは全日本GT選手権・GT500クラスに無限×童夢プロジェクトのNSXで参戦開始し、第6戦もてぎでGT初勝利。2003年にNISMOからオファーを受け移籍、スカイラインGT-Rをドライブし第2戦富士で勝利するなど、シリーズ3位と躍進した。2004年は、日産陣営のエースである本山哲とコンビを組み、メインチームである1号車のフェアレディZを託された。開幕戦岡山、第6戦オートポリスで2勝を挙げシリーズチャンピオンを獲得、日産のGT500・2連覇に貢献する。ライアンは同年のフォーミュラ・ニッポンでもチャンピオンに輝いたことから日本のトップカテゴリー2冠を達成、キャリアハイのシーズンとなった。翌2005年も、チーム・パートナーとも体制を継続してSUPER GTに参戦し、第3戦セパンで優勝、シリーズ3位を獲得した。
2005年で一旦日本を離れ、北米チャンプカーやフォーミュラ1のシート獲得を目指したが、希望するシートは得ることが出来なかった。
2006年7月、シーズン途中でスーパーアグリF1チームのシートを得た山本左近の後任として、古巣NISMOからの復帰オファーを快諾。SUPER GT第4戦セパンからNISMO MOTUL AUTECH Z 22号車のレギュラーシートを獲得し、ミハエル・クルムとのコンビで日本レース界に復帰。その復帰戦ですぐさま2位表彰台を獲得する。また、冬季開催の国別対抗戦として創設されたA1グランプリに2006年冬から2007年春にかけてアイルランド代表として出場、最高位5位を記録し、ランキング19位となった。
2007年、SUPER GTではNISMOで再び本山哲とのコンビが再結成された。開幕戦鈴鹿で2位、第3戦富士で優勝、第6戦鈴鹿で3位と3度の表彰台に立ち、ランキング8位を獲得。
2008年にトヨタ陣営のTOYOTA TEAM CERUMOに移籍し、トヨタのエースの一人である立川祐路とコンビを組んで参戦。第3戦富士500kmで優勝したことで、ライアンはホンダ・日産・トヨタの3メーカーでの優勝を達成した。
2009年にはGT参戦と並行して、DANDELION RACINGに復帰し、フォーミュラ・ニッポンに参戦。第4戦富士で3位表彰台を獲得。同年が最後のフォーミュラ・ニッポンへの参戦となった。
SUPER GTでは2010年シーズンまでトヨタ陣営のレギュラーとして参戦。2012年途中にアウディ・R8で参戦する一ツ山レーシングに移籍加入し、2019年シーズンまでフル参戦した。
また全日本GT選手権とその後継となるSUPER GTのGT500クラスにおいて、トヨタ、ニッサン、ホンダの国内3大メーカー全てのワークスマシンをドライブしている数少ないドライバーの1人である。

## レース戦績
- 1996年
  - フォーミュラ・フォード
  - フォーミュラ・ボグゾールjr・ウインターシリーズ（シリーズチャンピオン）
- 1998年
  - フォーミュラ・ボグゾールjr（シリーズ2位）
  - フォーミュラ・パーマー・アウディシリーズ
- 1999年 - フォーミュラ・パーマー・アウディシリーズ（シリーズ2位）
- 2000年
  - スポーツレーシングワールドカップ＜スポット参戦＞
  - フォーミュラ・ルノー＜スポット参戦＞
- 2001年
  - 全日本選手権フォーミュラ・ニッポン（Team Morinaga NOVA #9／G FORCEGF03C MF308）（ノーポイント）
  - 第30回インターナショナルPokka1000km ・GT500クラス（TEAM TAKE ONE #30 綜警McLaren GTR／McLaren F-1GTR 19R GTR）（決勝3位）
- 2002年
  - 全日本選手権フォーミュラ・ニッポン＜Rd.3から参戦＞（DoCoMo TEAM DANDELION RACING #68／レイナード2KL MF308）（シリーズ10位）
  - 全日本GT選手権・GT500クラス（無限×童夢プロジェクト #18 TAKATA童夢 NSX／HONDA NSX NA2 C32B）（シリーズ9位・1勝）
  - 第31回インターナショナルPokka1000km・GT500クラス（無限×童夢プロジェクト #18 Regain童夢 NSX／HONDA NSX NA2 C32B）（決勝DNF）
- 2003年
  - 全日本選手権フォーミュラ・ニッポン（DoCoMo TEAM DANDELION RACING #40／ローラB351 MF308）（シリーズ6位・1勝）
  - 全日本GT選手権・GT500クラス（NISMO #22 モチュールピットワークGT-R／日産 SKYLINE GT-R BNR34 VQ30DETT）（シリーズ3位・1勝）
- 2004年
  - 全日本選手権フォーミュラ・ニッポン（DoCoMo TEAM DANDELION RACING #40／ローラB351 MF308）（シリーズチャンピオン・2勝）
  - 全日本GT選手権・GT500クラス（NISMO #1 ザナヴィ ニスモ Z／日産 フェアレディZ Z33 VQ30DETT）（シリーズチャンピオン・2勝）
- 2005年
  - 全日本選手権フォーミュラ・ニッポン（DoCoMo TEAM DANDELION RACING #1／ローラB351 MF308）（シリーズ3位・1勝）
  - SUPER GT・GT500クラス（NISMO #1 ザナヴィ ニスモ Z／日産 フェアレディZ Z33 VQ30DETT）（シリーズ3位・1勝）
- 2006年
  - SUPER GT・GT500クラス＜Rd.4から参戦＞（NISMO #22 MOTUL NISMO Z／日産 フェアレディZ Z33 VQ30DETT→VK45DE）（シリーズ10位）
  - 2006～2007年 - A1グランプリ（アイルランド代表）（綜合19位）
- 2007年 - SUPER GT・GT500クラス（NISMO #23 XANAVI NISMO Z／日産 フェアレディZ Z33 VK45DE）（シリーズ8位・1勝）
- 2008年
  - 全日本選手権フォーミュラ・ニッポン＜Rd.7スポット参戦＞（TP Checker TEAM IMPUL #20／ローラB06/51 RV8J）
  - SUPER GT・GT500クラス（TOYOTA TEAM CERUMO #38 ZENT CERUMO SC430／LEXUS SC430 UZZ40 3UZ-FE）（シリーズ2位・1勝）
- 2009年
  - 全日本選手権フォーミュラ・ニッポン（DoCoMo TEAM DANDELION RACING #40／スウィフト017.n HR09E）（シリーズ10位）
  - SUPER GT・GT500クラス（LEXUS TEAM ZENT CERUMO #38 ZENT CERUMO SC430／LEXUS SC430 UZZ40 RV8KG）（シリーズ10位・1勝）
- 2010年 - SUPER GT・GT500クラス（LEXUS TEAM ZENT CERUMO #38 ZENT CERUMO SC430／LEXUS SC430 UZZ40 RV8KG）（シリーズ9位）
- 2012年 - SUPER GT・GT300クラス（Hitotsuyama Racing #21 ZENT Audi R8 LMS／Audi R8-LMS CJJ）（シリーズ20位）

### フォーミュラ・ニッポン
| 年     | チーム                       | 1       | 2       | 3       | 4     | 5      | 6       | 7       | 8       | 9       | 10      | 11  | 順位 | ポイント |
| ------ | ---------------------------- | ------- | ------- | ------- | ----- | ------ | ------- | ------- | ------- | ------- | ------- | --- | ---- | -------- |
| 2001年 | Team Morinaga NOVA           | SUZ 8   | TRM 8   | MIN Ret | FSW 9 | SUZ 11 | SUG 12  | FSW Ret | MIN Ret | TRM 13  | SUZ 12  |     | NC   | 0        |
| 2002年 | DoCoMo TEAM DANDELION RACING | SUZ     | FSW     | MIN 7   | SUZ 8 | TRM 11 | SUG 2   | FUJ 7   | MIN Ret | TRM 7   | SUZ Ret |     | 10位 | 6        |
| 2003年 | DoCoMo TEAM DANDELION RACING | SUZ 9   | FSW Ret | MIN Ret | TRM 3 | SUZ 1  | SUG 5   | FSW Ret | MIN Ret | TRM 3   | SUZ 9   |     | 6位  | 20       |
| 2004年 | DoCoMo TEAM DANDELION RACING | SUZ 8   | SUG 1   | TRM 8   | SUZ 1 | SUG 4  | MIN 8   | SEP 9   | TRM 2   | SUZ 3   |         |     | 1位  | 33       |
| 2005年 | DoCoMo TEAM DANDELION RACING | TRM 1   | SUZ 5   | SUG 2   | FSW 4 | SUZ 3  | MIN Ret | FSW 4   | TRM 13  | SUZ 5   |         |     | 3位  | 30       |
| 2008年 | TP Checker TEAM IMPUL        | FSW     | SUZ     | TRM     | OKA   | SUZ1   | SUZ2    | TRM1    | TRM2    | FSW1 13 | FSW2 13 | SUG | NC   | 0        |
| 2009年 | DOCOMO TEAM DANDELION RACING | FSW Ret | SUZ 6   | TRM 7   | FSW 3 | SUZ 13 | TRM Ret | AUT 10  | SUG 13  |         |         |     | 10位 | 11       |

### 全日本GT選手権/SUPER GT
| 年     | チーム                    | 使用車両                  | クラス | 1       | 2       | 3       | 4       | 5       | 6       | 7       | 8       | 9      | 順位 | ポイント |
| ------ | ------------------------- | ------------------------- | ------ | ------- | ------- | ------- | ------- | ------- | ------- | ------- | ------- | ------ | ---- | -------- |
| 2002年 | 無限×童夢 プロジェクト    | ホンダ・NSX               | GT500  | TAI 2   | FSW 15  | SUG 16  | SEP 13  | FSW 6   | TRM 1   | MIN 12  | SUZ 14  |        | 9位  | 47       |
| 2003年 | NISMO                     | 日産・スカイラインGT-R    | GT500  | TAI 8   | FSW 1   | SUG 5   | FSW 2   | FSW 11  | TRM 13  | AUT 6   | SUZ 4   |        | 3位  | 65       |
| 2004年 | NISMO                     | 日産・フェアレディZ       | GT500  | TAI 1   | SUG Ret | SEP 3   | TOK Ret | TRM 3   | AUT 1   | SUZ 7   |         |        | 1位  | 73       |
| 2005年 | NISMO                     | 日産・フェアレディZ       | GT500  | OKA Ret | FSW 4   | SEP 1   | SUG 8   | TRM 6   | FSW 10  | AUT 6   | SUZ 2   |        | 3位  | 60       |
| 2006年 | NISMO                     | 日産・フェアレディZ       | GT500  | SUZ     | OKA     | FSW     | SEP 2   | SUG 3   | SUZ 2   | TRM 10  | AUT 6   | FSW 6  | 10位 | 62       |
| 2007年 | NISMO                     | 日産・フェアレディZ       | GT500  | SUZ 2   | OKA Ret | FSW 1   | SEP 14  | SUG Ret | SUZ 3   | TRM 13  | AUT 12  | FSW 14 | 8位  | 48       |
| 2008年 | ZENT TOYOTA TEAM CERUMO   | レクサス・SC430           | GT500  | SUZ 4   | OKA 7   | FSW 1   | SEP Ret | SUG 3   | SUZ 9   | TRM 9   | AUT 4   | FSW 2  | 2位  | 72       |
| 2009年 | LEXUS TEAM ZENT CERUMO    | レクサス・SC430           | GT500  | OKA 6   | SUZ 1   | FSW 9   | SEP 10  | SUG 10  | SUZ 3   | FSW 10  | AUT 11  | TRM 12 | 10位 | 41       |
| 2010年 | LEXUS TEAM ZENT CERUMO    | レクサス・SC430           | GT500  | SUZ 9   | OKA 2   | FSW 4   | SEP 6   | SUG 9   | SUZ 6   | FSW C   | TRM Ret |        | 9位  | 37       |
| 2012年 | LEXUS TEAM PETRONAS TOM'S | レクサス・SC430           | GT500  | OKA     | FSW 4   | SEP     | SUG     |         |         |         |         |        | 17位 | 8        |
| 2012年 | Hitotsuyama Racing        | アウディ・R8 LMS          | GT300  |         |         |         |         | SUZ 14  | FSW Ret | AUT 6   | TRM 9   |        | 20位 | 7        |
| 2013年 | Hitotsuyama Racing        | アウディ・R8 LMS ウルトラ | GT300  | SUZ 15  | FSW Ret | SEP 14  | SUG 8   | SUZ 11  | FSW 13  | AUT 21  | TRM 21  |        | 26位 | 3        |
| 2014年 | Audi Team Hitotsuyama     | アウディ・R8 LMS ウルトラ | GT300  | OKA 8   | FSW     | AUT 18  | SUG 3   | FSW 23  | SUZ Ret | CHA Ret | TRM 4   |        | 15位 | 22       |
| 2015年 | Audi Team Hitotsuyama     | アウディ・R8 LMS ウルトラ | GT300  | OKA 3   | FSW Ret | CHA 19  | FSW 20  | SUZ 5   | SUG 13  | AUT 5   | TRM 8   |        | 14位 | 28       |
| 2016年 | Audi Team Hitotsuyama     | アウディ・R8 LMS          | GT300  | OKA 7   | FSW 7   | SUG Ret | FSW 2   | SUZ 6   | CHA 22  | TRM 1   | TRM 4   |        | 3位  | 57       |
| 2017年 | Audi Team Hitotsuyama     | アウディ・R8 LMS          | GT300  | OKA 14  | FSW 14  | AUT 13  | SUG 20  | FSW 10  | SUZ Ret | CHA 23  | TRM 8   |        | 20位 | 5        |
| 2018年 | Audi Team Hitotsuyama     | アウディ・R8 LMS          | GT300  | OKA Ret | FSW 10  | SUZ 23  | CHA Ret | FSW 14  | SUG 23  | AUT 14  | TRM 11  |        | 22位 | 1        |
| 2019年 | Audi Team Hitotsuyama     | アウディ・R8 LMS EVO      | GT300  | OKA 13  | FSW 8   | SUZ 8   | CHA 13  | FSW 13  | AUT 13  | SUG 7   | TRM 27  |        | 24位 | 10       |